# Akiko Omae
Akiko Omae (Japans: 大前 綾希子, Ōmae Akiko) (Kioto, 29 januari 1993) is een tennisspeelster uit Japan.
Ze begon op driejarige leeftijd met het spelen van tennis.
In 2009 en 2010 nam ze deel het meisjestoernooi van de verschillende grandslamtoernooien, zowel in het enkelspel als het dubbelspel. Hier haalde ze enkele malen de tweede ronde. 
In 2017 speelde zij voor het eerst een grandslampartij door een lucky loser-kwalificatie voor Wimbledon in het vrouwendubbelspeltoernooi, samen met de Australische Jessica Moore.